# Heidewikke
De heidewikke (Vicia orobus) is een rechtopstaand, behaard overblijvend kruid uit de vlinderbloemenfamilie (Leguminosae).
De bladeren bestaan uit zes tot vijftien paar langwerpige, elliptische deelblaadjes. De bloemen zijn wit met een lila of purperen beadering. Deze staan in trossen op een lange steel. De peulen zijn lichtbruin.
De heidewikke groeit op rotsachtige en beschaduwde plaatsen en bloeit in mei en juni.
... · 
V. cracca (Vogelwikke) · 
V. ervilia (Linzenwikke) · 
V. faba (Tuinboon) · 
V. hirsuta (Ringelwikke) · 
V. lathyroides (Lathyruswikke) · 
V. lutea (Gele wikke) · 
V. orobus (Heidewikke) · 
V. pisiformis (Erwtenwikke) · 
V. sativa (Voederwikke) · 
V. sativa subsp. nigra (Smalle wikke) · 
V. sativa subsp. segetalis (Vergeten wikke) · 
V. sepium (Heggenwikke) · 
V. tenuifolia (Stijve wikke) · 
V. tetrasperma · 
V. tetrasperma subsp. tetrasperma (Vierzadige wikke) · 
V. villosa (Bonte wikke) · 
...